# Zborov nad Bystricou
Zborov nad Bystricou je obec na Slovensku v okrese Čadca.
Území obce se nachází v severozápadní části Slovenska, severovýchodní oblasti Kysuc v okrese Čadca. Obec leží na styku Kysuckých Beskyd a Kysuckých vrchů v dolní části toku řeky Bystrice. S ostatními vesničkami tvoří přirozený silniční spojení Kysuce – Orava.

## Galerie

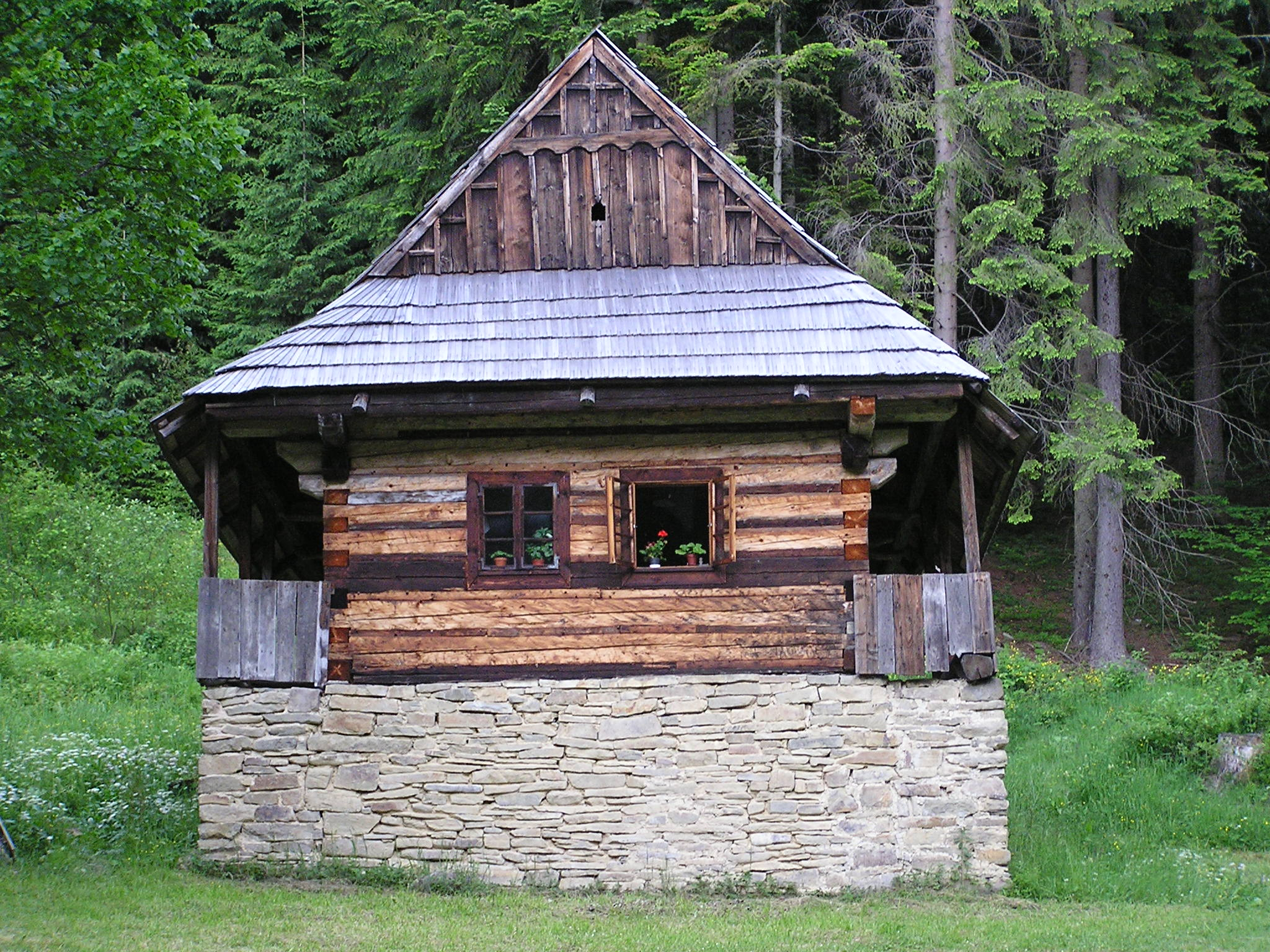
Múzeum kysucké dediny Vychylovka
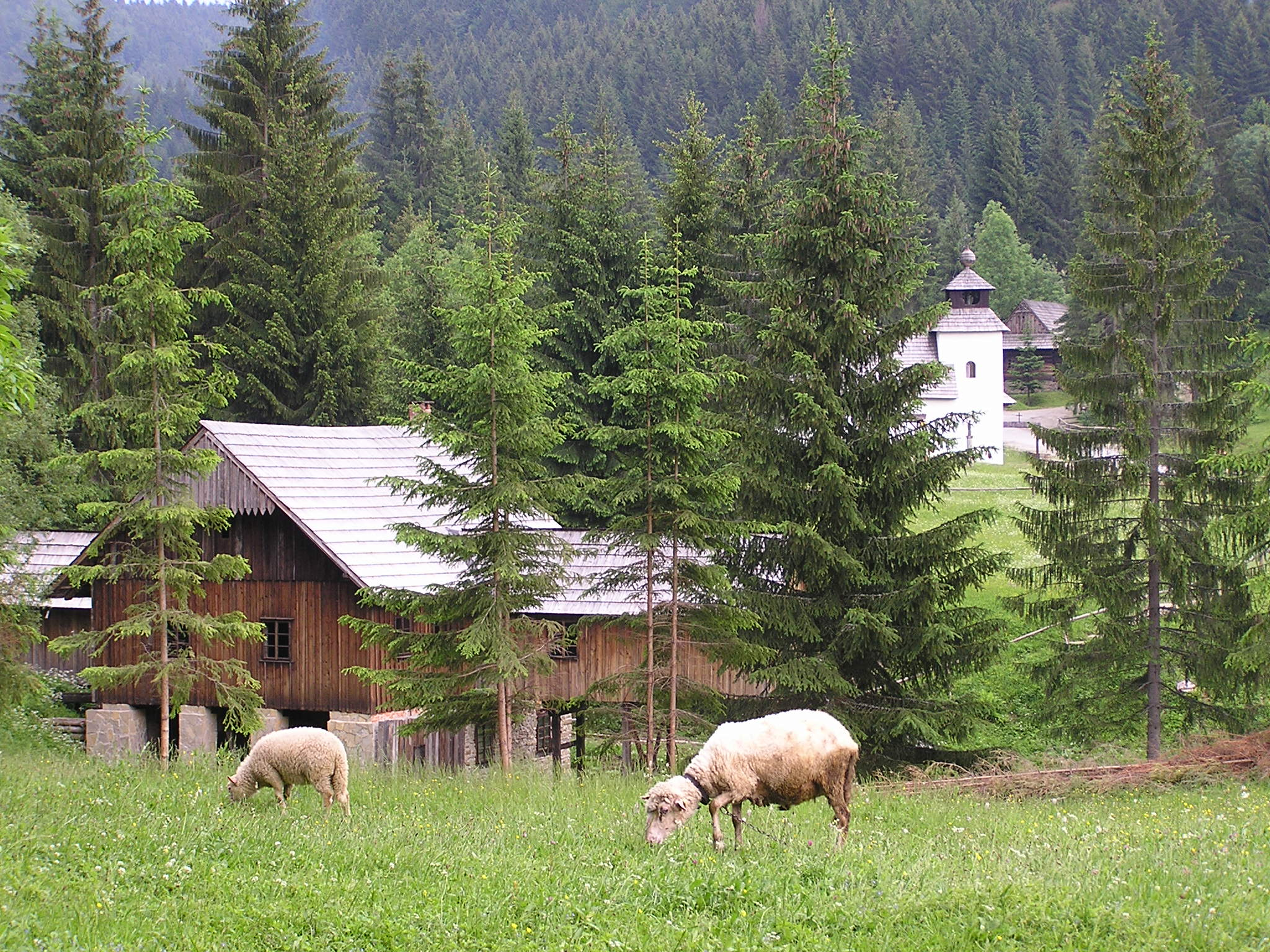
Múzeum kysucké dediny Vychylovka
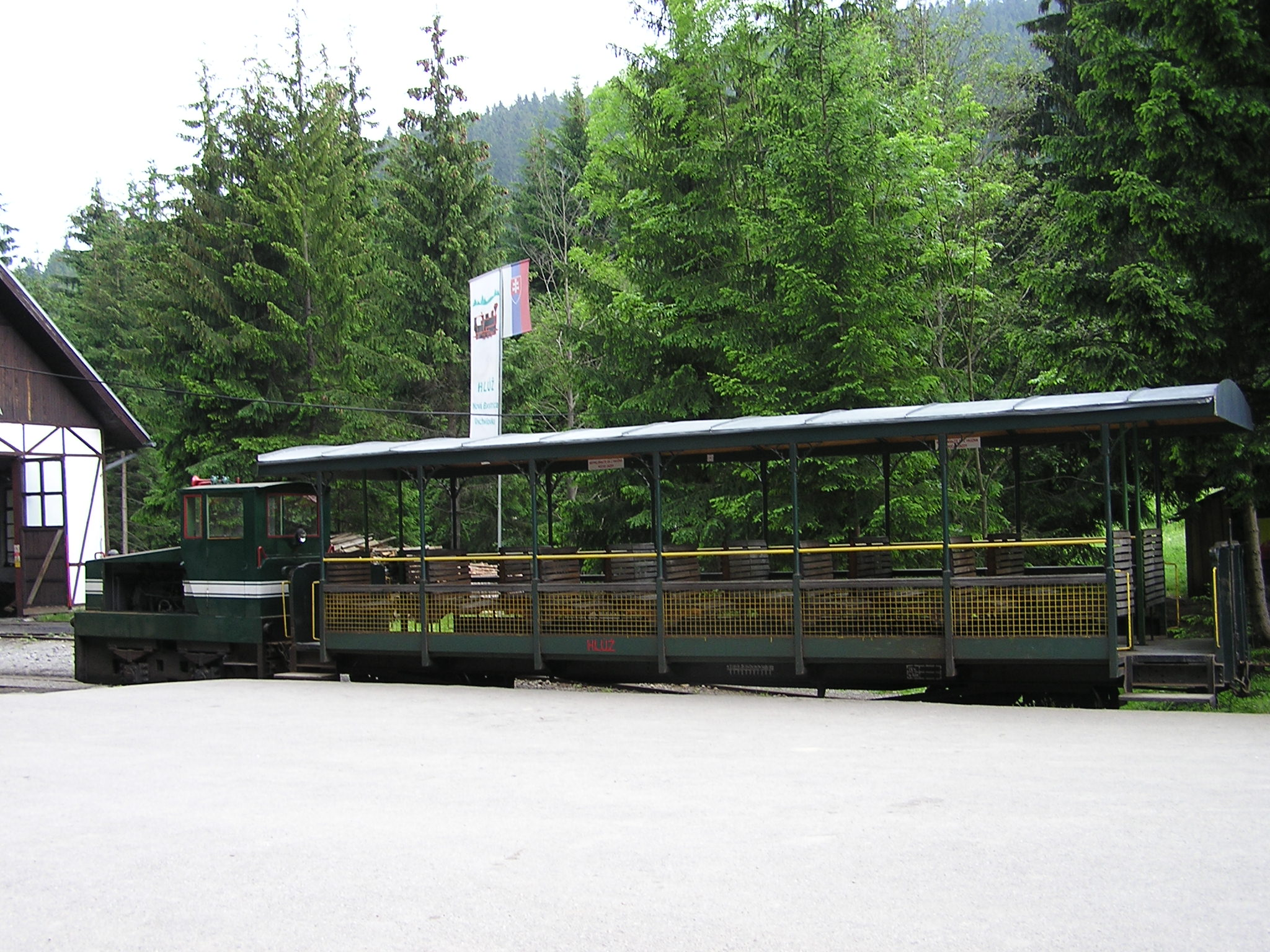
Múzeum kysucké dediny Vychylovka
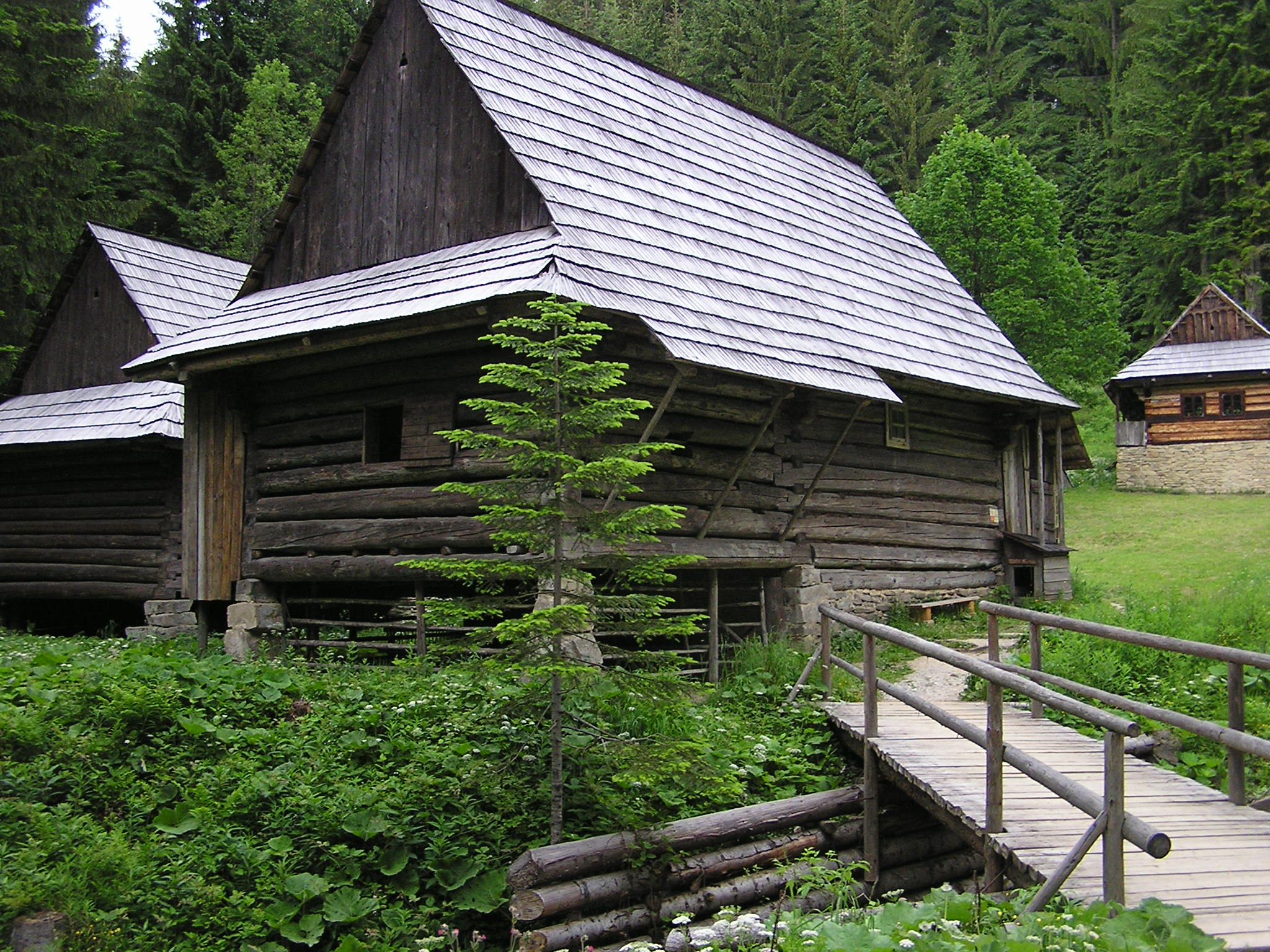
Múzeum kysucké dediny Vychylovka
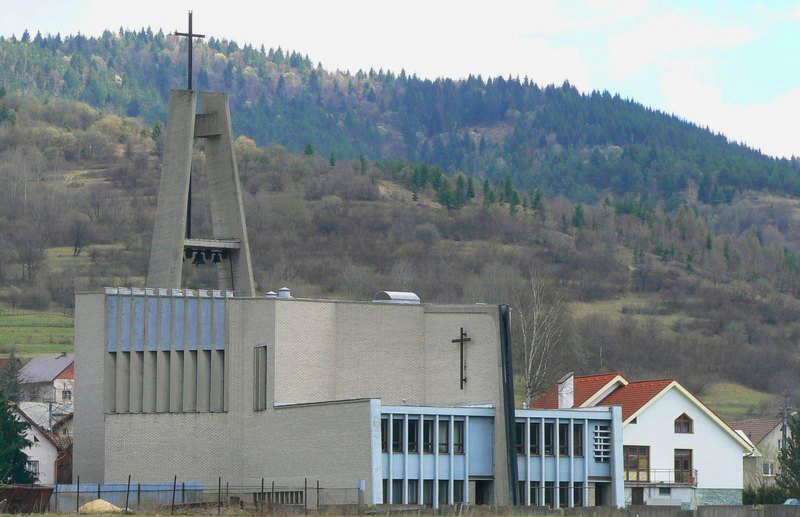
Kostel Neposkvrněného početí Panny Marie z let 1969-1973
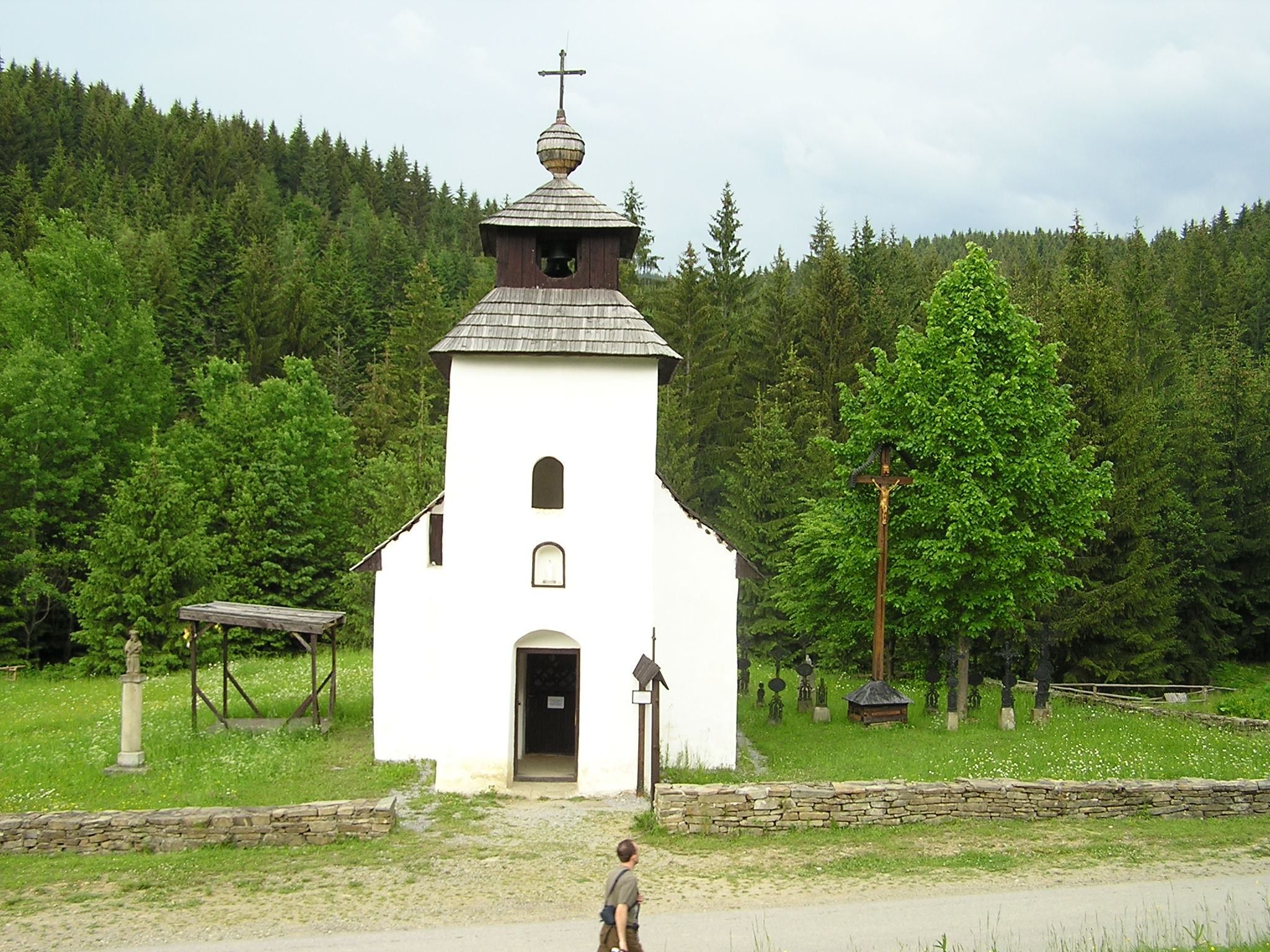
Kaplnka
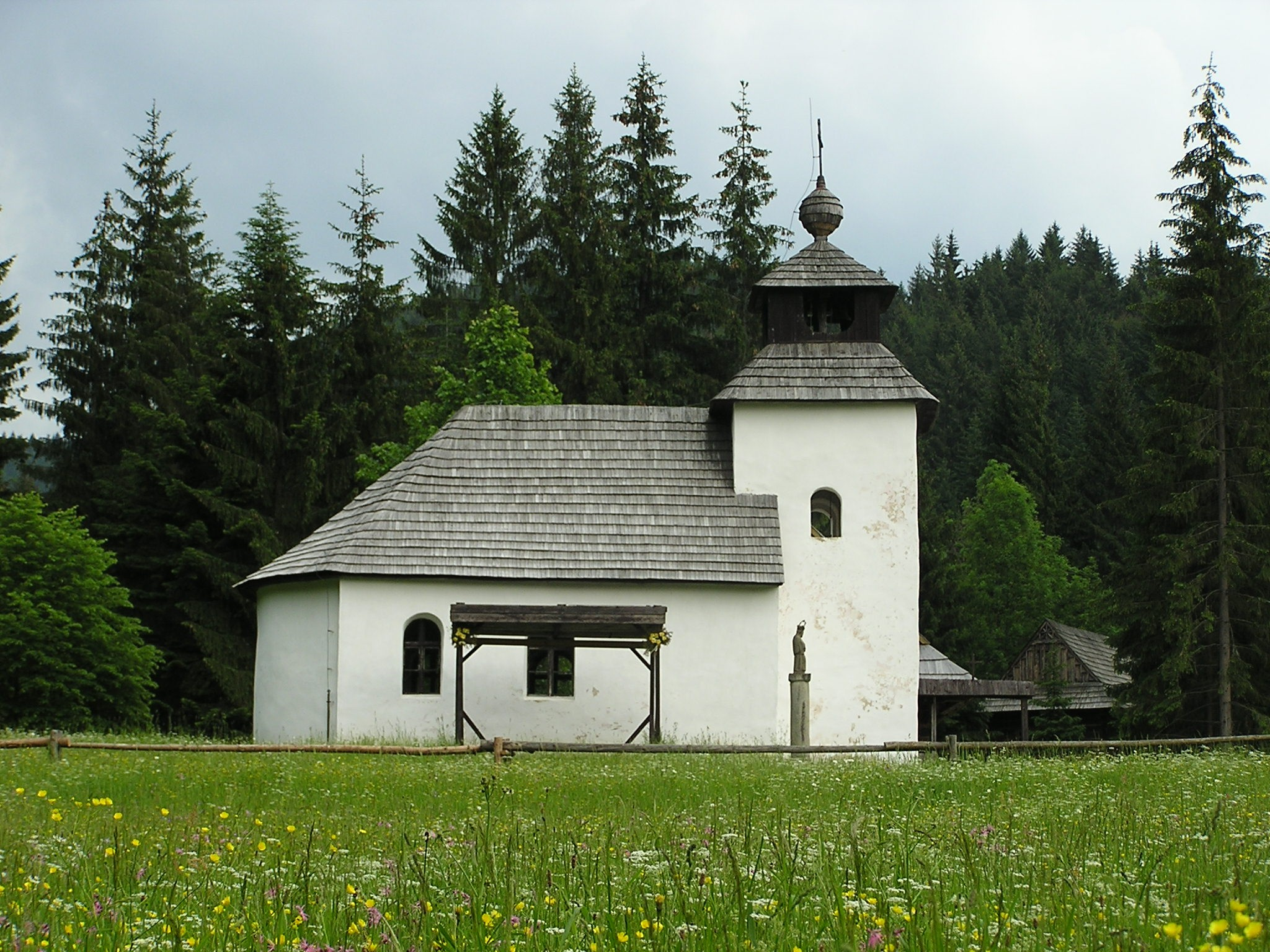
Kaplnka
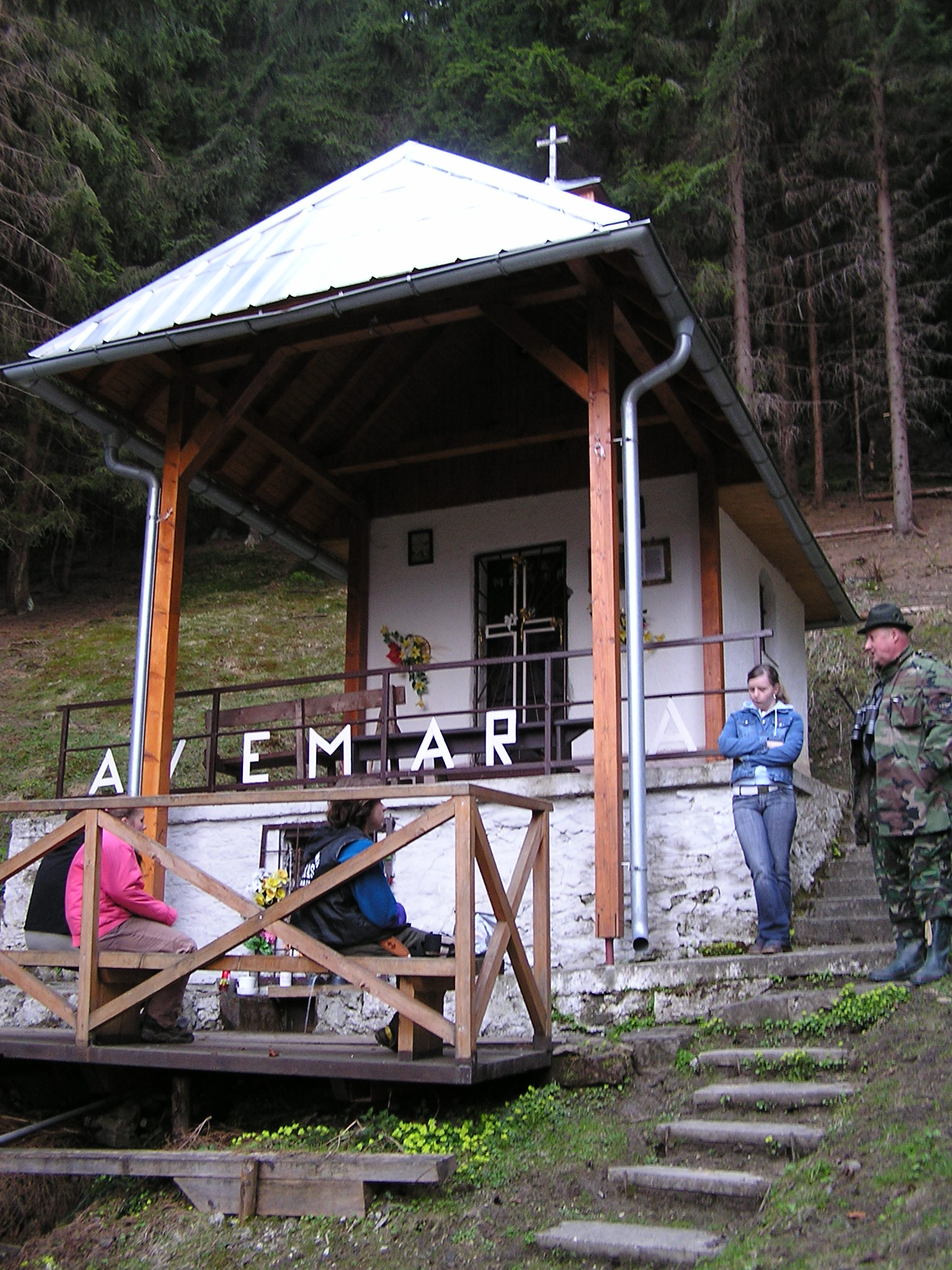
Mičová jama